# Commedia sexy all’italiana
La commedia sexy all'italiana és un subgènere de la commedia all'italiana que va néixer a la fi dels anys 60 i va gaudir d'un gran èxit a Itàlia i Sud-amèrica durant els anys 70 i principis dels 80. Caracteritzada per la combinació de comèdia i escenes de nuesa parcial o total, es va desenvolupar en un context de la revolució sexual de l'època. Aquests films, pensats per atreure un públic masculí amb contingut provocador però no pornogràfic, van ser protagonitzats per actors com Lino Banfi, Lando Buzzanca, Renzo Montagnani o Alvaro Vitali. Entre les protagonistes femenines van destacar actrius com Edwige Fenech, Laura Antonelli i Gloria Guida o l'estatunidenca Nadia Cassini. El subgènere va tractar temes socials i culturals de la societat italiana i va començar gràcies a productors com Luciano Martino, considerat un dels pares del gènere. Les pel·lícules de commedia sexy all'italiana sovint incloïen estereotips de la societat italiana i van ser reconegudes posteriorment com a cult movies. El gènere també va generar subgèneres com el decamerotico, basat en la paròdia de clàssics literaris com El Decameró i El Satiricó, així com les comèdies ambientades en casernes i escoles. A partir de mitjans dels 80, el gènere va començar a declinar.